# Ilex ijuensis
Ilex ijuensis är en järneksväxtart som beskrevs av S. Andrews. Ilex ijuensis ingår i släktet järnekar, och familjen järneksväxter. Inga underarter finns listade i Catalogue of Life.